# Менно Сімонс
Ме́нно Сі́монс (біля 1496 — 31 січня 1561) — видатний лідер анабаптистського руху в Нідерландах у XVI століття, який протистояв радикальним хіліастичним поглядам мельхіоритів, що здійснили мюнстерську революцію. Завдяки впливу Сімонса голландські анабаптисти зайняли позиції пацифізму та змогли зберегтися як релігійна течія. Його послідовники пізніше стали відомі за ім'ям менонітів.

## Біографія

### Ранні роки та служіння в Католицькій церкві
Менно Сімонс народився близько 1496 року в невеличкому голландському селі Вітмарсум у Фрисландії. Майже нічого не відомо про його родину: його батьки, що прожили усе життя у Вітмарсумі, швидше за все були фермерами. Батька Менно звали Сімон, звідки й походить його друге ім'я Сімонс (Сімонзоон). У 1524 році, у віці 28 років, Менно стає католицьким священиком, після того як пройшов підготовку в одному з фрисландських монастирів. Після рукопокладання в Утрехті, Менно було направлено служити у Пінг'юмі, недалеко від Вісмарсуму.

### Анабаптизм
Менно Сімонс відкинув католицьку церкву та священство 12 січня 1536 року та подався в анабаптизм.  Точна дата його нового хрещення невідома, але він, ймовірно, був охрещений невдовзі після того, як покинув м. Вітмарсум на початку 1536 р. До жовтня 1536 р. Його зв'язок з анабаптизмом був відомий, оскільки саме в цьому місяці Герман і Герріт Джанс були заарештовані та звинувачені за тим, що поселили М. Сімонса. Він був висвячений Оббе Філіпсом близько 1537 року. Оббе та його брат Дірк Філіпс були серед мирних учнів Мельхіора Гофмана (більш радикального з послідовників Гофмана, які брали участь у Мюнстерському повстанні). Саме Гофман представив першу самостійну громаду анабаптистів у Нідерландах, коли навчав і практикував хрещення віруючих у м. Емден, Східна Фризія. Менно Сімонс відкинув насильство, яке виступає за рух Мюнстера, вважаючи, що воно не є біблійним.
Ідеї Менно  Сімонса знаходили все більшу підтримку серед нідерландців, він своєю чергою став впливовою людиною. До 1540 р. Девід Йоріс, анабаптист та ідейний натхненник теології М. Сімонса, був найвпливовішим лідером Нідерландів. До 1544 року термін "меноніт" або "меніст" був використаний у листах для позначення голландських анабаптистів.

## Вчення
На невеликій зустрічі в Цюриху 21 січня 1525 року Конрад Гребель, Фелікс Манц та Джордж Блаурок разом з дванадцятьма іншими охрестили один одного. Ця зустріч позначає початок анабаптистського руху. Слідуючи ідеям реформаторства, інші релігійні групи почали проповідувати про зменшення ієрархічності релігійної структури, прямих відносин з державою, есхатології та сексуальних прав, починаючи від утримання від сексуальних контактів до крайньої цнотливості. Ці рухи увійшли в історію, як «радикальна реформація». Прибічники анабаптистського руху вважали, що церква має бути повністю усунена від уряду (протовільна церковна традиція), і що окремі особи повинні приєднуватися лише тоді, коли хочуть публічно визнати віру в Ісуса та бажання жити відповідно до його вчення. 

### Відлучення
Релігієзнавець Майкл Томас Жиролімон (1995) порівнює вчення Менно Сімонса з ученням протестантського реформатора Жана Кальвіна (1509–1564), зосереджуючись на питанні відлучення. Цей теологічний аналіз наголошує на різких контрастах між двома лідерами щодо чотирьох основних принципів: щодо процедур, що призводять до відлучення, від суворості санкцій щодо відлученого, відновленню особи, яка розкаялася, та громадянського покарання. Ж. Кальвін і М. Сіммонс, кожен із лідерів окремих крил Реформації, обидва вважали, що ця крайня форма дисципліни є важливою для функціонування церкви в суспільстві, погоджуючись щодо основних підстав для відлучення, як це висловлено у Новому Завіті. М. Сімонс, однак, передбачав застосування догани як процесу, керованого всією церквою проти будь-якого гріха. Ж.Кальвін розглядав застосування відлучення від церкви лише за особливо серйозні порушення, визначені Збором пасторів. Серед інших розбіжностей, Ж. Кальвін схвалив публічні покарання за гріхи та непокору звичаям та традиціям, тоді як М. Сімонс виступав за суворий поділ церкви та держави. Найбільш глибоко вони розходилися у поглядах на те, чому церковна дисципліна необхідна. М.Сімонс вважав досконалість людини досяжною після навернення, тоді як Ж. Кальвін підкреслював августинську теологію людської розбещеності.

### Хрещення немовлят
Анабаптисти наполягали на хрещенні людей лише у дорослому віці. Однак,  Мартін Лютер захищав хрещення немовлят, де його віра, випливала з його погляду на церкву, як на ідеальну інклюзивну реальність у християнському суспільстві. Своє неприйняття хрещення немовлят М. Сімонс базував на концепції церкви, як дисциплінованої групи осіб, які добровільно віддали своє життя Христу. Він розглядав освячення як процес протягом усього життя, який не повністю позбавляє присутності гріха від життя людини.

### Миролюбство
Хоча деякі анабаптисти в Амстердамі та Мюнстері в 16 столітті займалися насильством і вбивствами, нідерландські меноніти, як правило, стали побожними і миролюбними. У своєму хрещенні 1539 р. Менно Сімонс заявив про своє небажання брати участь у суперечках, які, можливо, були наслідком його небажання роками оголошувати свої справжні переконання. 

## Вплив
Вплив Менно Сімонса на анабаптизм у Нідерландах був настільки великий, що історик-баптист Вільям Естеп запропонував поділити їх історію на три періоди: "до Менно, під Менно та після Менно". М. Сімонс є особливо значущим через те, що він прийшов до анабаптистського руху на півночі країни в його найскладніші дні та допоміг не тільки підтримати його, але й утвердити як життєздатний рух радикальної реформації.

## Праці
- Dat Fundament des Christelycken leers (1539-40; «Фундамент християнської доктрини»)
- Van de Geestlijke Verrijsenisse (ca. 1536; «Духовне воскресіння»)
- De nieuwe Creatuere (ca. 1537; «Нове творіння»)
- Christelycke leringhen op den 25. Psalm (ca. 1538; «Роздуми над Псалмом двадцять четвертим»)